# Юревич Едуард Іванович
Едуард Іванович Юревич (15 квітня 1888, Катлакалнська волость Ризького повіту Ліфляндської губернії, тепер Латвія — 16 вересня 1958, місто Рига, тепер Латвія) — радянський профспілковий і партійний діяч, відповідальний секретар Башкирського обласного комітету ВКП(б), 1-й секретар Лієпайського міського комітету КП(б) Латвії. Член Центральної ревізійної комісії ВКП(б) у 1927—1934 роках. Член Комісії партійного контролю при ЦК ВКП(б) у 1934—1939 роках.

## Життєпис
Народився в родині робітника. У 1903 році закінчив початкове училище в місті Ризі.
З січня 1904 по грудень 1908 року — робітник ковбасної фабрики в Ризі. У січні 1909 — листопаді 1911 року — робітник Ризького лісопильного заводу. У грудні 1911 — серпні 1914 року — металіст механічного заводу Отто Ербе в Ризі.
Член РСДРП(б) з 1913 року.
У серпні 1914 — березні 1915 року — рядовий запасного полку російської армії в місті Полоцьку.
У березні 1915 року заарештований і засуджений до чотирьох років каторги. З березня 1915 по березень 1917 року — у в'язницях міст Петрограда та Полоцька. У березні 1917 року амністований.
У квітні 1917 — січні 1918 року — робітник Московського гумотехнічного заводу «Каучук». У січні 1918 — травні 1919 року — комісар Центрального управління ощадних кас у Москві. Одночасно в 1917—1919 роках — член Московського комітету РКП(б) та член Контрольної комісії Московського комітету РКП(б).
У червні — жовтні 1919 року — політичний працівник 15-ї армії РСЧА на Північно-Західному фронті.
З жовтня 1919 по січень 1920 року — на підпільній роботі в Закордонному бюро Комуністичної партії Латвії в місті Ризі. У січні 1920 року заарештований латвійською владою, до травня 1920 року перебував у Ризькій в'язниці, потім висланий до РРФСР.
У червні 1920 — травні 1922 року — голова Псковської губернської контрольної комісії РКП(б), заступник завідувача та завідувач організаційного відділу Псковського губернського комітету РКП(б).
У червні 1922 — січні 1927 року — відповідальний секретар Фрунзенського районного комітету РКП(б) міста Москви.
У 1926 році закінчив дворічні курси марксизму при Комуністичній академії в Москві.
У січні 1927 — лютому 1930 року — відповідальний секретар Башкирського обласного комітету ВКП(б).
У квітні 1930 — березні 1934 року — голова ЦК Спілки робітників основної хімії, член президії ВЦРПС.
У березні 1934 — серпні 1935 року — в апараті Комісії партійного контролю при ЦК ВКП(б).
У серпні 1935 — квітні 1939 року — начальник Головного управління штучного волокна Народного комісаріату важкої промисловості СРСР.
У квітні 1939 — жовтні 1944 року — головний арбітр Народного комісаріату хімічної промисловості СРСР.
У жовтні 1944 — грудні 1945 року — 1-й секретар Лієпайського міського комітету КП(б) Латвії.
У листопаді 1945 — грудні 1946 року — завідувач сектора кадрів культури і просвіти відділу кадрів ЦК КП(б) Латвії. У грудні 1946 — грудні 1948 року — завідувач сектора культурно-просвітницьких закладів ЦК КП(б) Латвії.
У листопаді 1948 — листопаді 1949 року — секретар партійної організації, в листопаді 1949 — вересні 1956 року — викладач кафедри основ марксизму-ленінізму та секретар партійної організації Латвійської сільськогосподарської академії в Ризі.
У вересні 1956 — вересні 1958 року — позаштатний лектор Ризького міського комітету КП Латвії.
Помер 16 вересня 1958 року в місті Ризі. Похований на Ризькому цвинтарі Райніса.

## Нагороди
- орден Леніна (1956)
- медалі